# Sankt Oswald bei Plankenwarth
Sankt Oswald bei Plankenwarth ist eine Gemeinde mit 1278 Einwohnern (Stand 1. Jänner 2024) westlich von Graz im Bezirk Graz-Umgebung in der Steiermark.

## Geografie

### Geografische Lage
Die Gemeinde Sankt Oswald bei Plankenwarth liegt ca. 10 km westlich der Landeshauptstadt Graz in der Weststeiermark. Höchste Erhebung ist der Generalkogel (713 m) im Osten des Gemeindegebiets.

### Gemeindegliederung
Das Gemeindegebiet umfasst folgende zwei Ortschaften (in Klammern Einwohnerzahl Stand 1. Jänner 2024):
- Plankenwarth (530) samt Bruch, Leeb, Offenbach und Scherleiten
- Sankt Oswald bei Plankenwarth (748) samt Hochegg, Krainbach, Langegg und Liedelgraben

Die Gemeinde besteht aus den Katastralgemeinden Plankenwarth und St. Oswald bei Plankenwarth.

### Nachbargemeinden
|                  | Gratwein-Straßengel                         |      |
| Sankt Bartholomä | Kompassrose, die auf Nachbargemeinden zeigt | Thal |
|                  | Hitzendorf                                  |      |

## Geschichte
Plankenwarth gehörte lange zur Herrschaft des Geschlechtes Plankenwarth und dem Kloster Lend bei Graz. Über seine Entstehung ist nichts bekannt.
In der Gemeinde und ihrer Umgebung befinden sich eine Reihe kleiner, wirtschaftlich nicht abbauwürdiger Erz- und Kohlelagerstätten, die zu jenen des Grazer Paläozoikums gehören. Sie wurden eingehend untersucht.

### Bevölkerungsentwicklung
Die Gemeinde hatte laut Volkszählung 2001 1.135 Einwohner. 97,6 % der Bevölkerung besaßen die österreichische Staatsbürgerschaft. Die Einwohner gliederten sich in 566 Männer und 569 Frauen.
| Sankt Oswald bei Plankenwarth: Einwohnerzahlen von 1869 bis 2024 | Sankt Oswald bei Plankenwarth: Einwohnerzahlen von 1869 bis 2024 | Sankt Oswald bei Plankenwarth: Einwohnerzahlen von 1869 bis 2024 | Sankt Oswald bei Plankenwarth: Einwohnerzahlen von 1869 bis 2024 | Sankt Oswald bei Plankenwarth: Einwohnerzahlen von 1869 bis 2024 |
| ---------------------------------------------------------------- | ---------------------------------------------------------------- | ---------------------------------------------------------------- | ---------------------------------------------------------------- | ---------------------------------------------------------------- |
| Jahr                                                             |                                                                  |                                                                  |                                                                  | Einwohner                                                        |
| 1869                                                             | 1869                                                             |                                                                  | 770                                                              | 770                                                              |
| 1880                                                             | 1880                                                             |                                                                  | 800                                                              | 800                                                              |
| 1890                                                             | 1890                                                             |                                                                  | 797                                                              | 797                                                              |
| 1900                                                             | 1900                                                             |                                                                  | 762                                                              | 762                                                              |
| 1910                                                             | 1910                                                             |                                                                  | 792                                                              | 792                                                              |
| 1923                                                             | 1923                                                             |                                                                  | 802                                                              | 802                                                              |
| 1934                                                             | 1934                                                             |                                                                  | 769                                                              | 769                                                              |
| 1939                                                             | 1939                                                             |                                                                  | 700                                                              | 700                                                              |
| 1951                                                             | 1951                                                             |                                                                  | 777                                                              | 777                                                              |
| 1961                                                             | 1961                                                             |                                                                  | 761                                                              | 761                                                              |
| 1971                                                             | 1971                                                             |                                                                  | 754                                                              | 754                                                              |
| 1981                                                             | 1981                                                             |                                                                  | 850                                                              | 850                                                              |
| 1991                                                             | 1991                                                             |                                                                  | 1.006                                                            | 1.006                                                            |
| 2001                                                             | 2001                                                             |                                                                  | 1.135                                                            | 1.135                                                            |
| 2011                                                             | 2011                                                             |                                                                  | 1.168                                                            | 1.168                                                            |
| 2021                                                             | 2021                                                             |                                                                  | 1.283                                                            | 1.283                                                            |
| 2024                                                             | 2024                                                             |                                                                  | 1.278                                                            | 1.278                                                            |
| Quelle(n): Statistik Austria, Gebietsstand 1.1.2021              |                                                                  |                                                                  |                                                                  |                                                                  |

## Kultur und Sehenswürdigkeiten

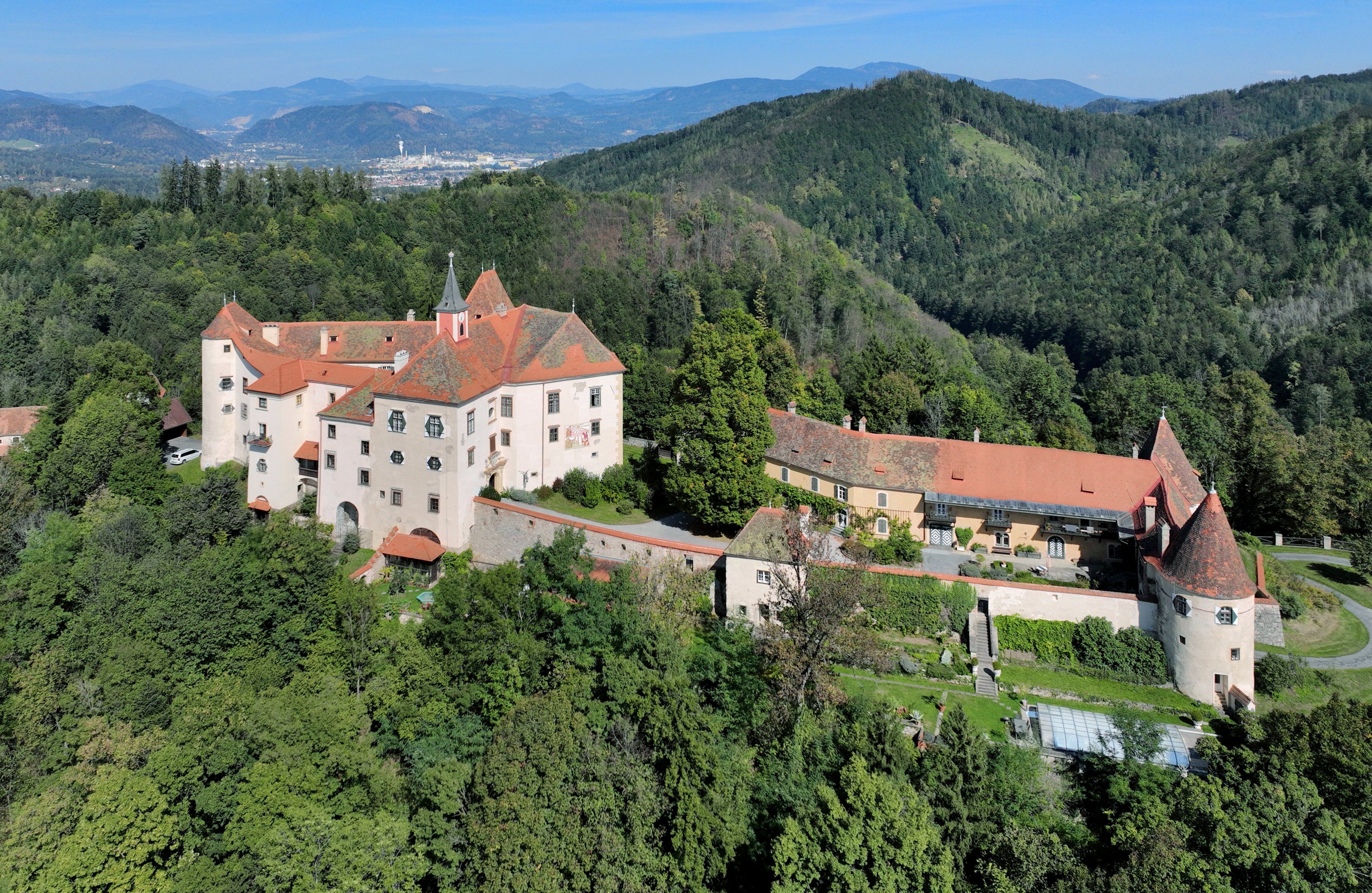
Schloss Plankenwarth

### Bauwerke
Sehenswert ist das Schloss Plankenwarth, eine frühere Burg. Es wurde 1179 zum ersten Mal urkundlich erwähnt. Die Burg diente dem Schutz eines Verkehrsweges zwischen dem Liebochtal und dem Murtal. Im Osten findet sich ein mittelalterlicher Bergfried mit 3-Meter-starken Mauern, im Norden und Osten stehen Rundtürme. Der Säulenarkadenhof stammt aus der Spätrenaissance. Im Jahre 1656 wurde die Wehrburg in ein Wohnschloss umgebaut.
Das Schloss befindet sich heute im Privatbesitz einer Grazer Rechtsanwaltsfamilie, die es im Jahre 1981 in desolatem Zustand gekauft und in den darauffolgenden Jahren renoviert sowie revitalisiert hat. Im Haupttrakt des Schlosses befindet sich eine kleine Kirche, weshalb auch Hochzeitsfeiern oder Taufen auf Schloss Plankenwarth gefeiert werden.
Bis 1860 gab es in Sankt Oswald neben dem Schloss Plankenwarth noch das ältere Schloss Altenhofen, welches jedoch aufgrund von Baufälligkeit abgetragen wurde.

### Brauchtum
Die St. Oswalder Tracht ist eine ortseigene Festtracht.

## Wirtschaft und Infrastruktur

### Wirtschaftssektoren
Von den 75 landwirtschaftlichen Betrieben des Jahres 2010 wurden 11 im Haupterwerb geführt. Im Produktionssektor arbeiteten 14 Erwerbstätige in der Bauwirtschaft, 12 im Bereich Herstellung von Waren und 1 in der Wasserver- und Abfallentsorgung. Die wichtigsten Arbeitgeber des Dienstleistungssektors waren die Bereiche soziale und öffentliche Dienste (56), Handel (13) und freiberufliche Dienstleistungen (8 Mitarbeiter).
| Wirtschaftssektor            | Anzahl Betriebe | Anzahl Betriebe | Erwerbstätige | Erwerbstätige |
| Wirtschaftssektor            | 2011            | 2001            | 2011          | 2001          |
| ---------------------------- | --------------- | --------------- | ------------- | ------------- |
| Land- und Forstwirtschaft 1) | 75              | 88              | 32            | 19            |
| Produktion                   | 8               | 6               | 27            | 17            |
| Dienstleistung               | 55              | 30              | 94            | 67            |

1) Betriebe mit Fläche in den Jahren 2010 und 1999

### Arbeitsmarkt, Pendeln
Im Jahr 2011 lebten 623 Erwerbstätige in Sankt Oswald bei Plankenwarth. Davon arbeiteten 94 in der Gemeinde, rund 85 Prozent pendelten aus.

### Verkehr
Sankt Oswald liegt abseits der Hauptverkehrsstraßen. Die Süd Autobahn (A2) ist etwa 17 km entfernt und über die Anschlussstelle Mooskirchen (200) zu erreichen. Die Pyhrn Autobahn (A9) ist rund 13 km entfernt und über die Anschlussstelle Gratkorn (173) zu erreichen. Die Packer Straße (B 70) von Graz nach Klagenfurt ist etwa 13 km entfernt, die Grazer Straße (B 67) rund 10 km.
In der Gemeinde befindet sich kein Bahnhof. Der nächstgelegene Bahnhof ist Judendorf-Straßengel an der Südbahn in etwa 8 km Entfernung. Er bietet stündliche Regionalzug-Verbindungen nach Graz und Bruck an der Mur.
Der Flughafen Graz ist rund 30 km entfernt.

## Politik

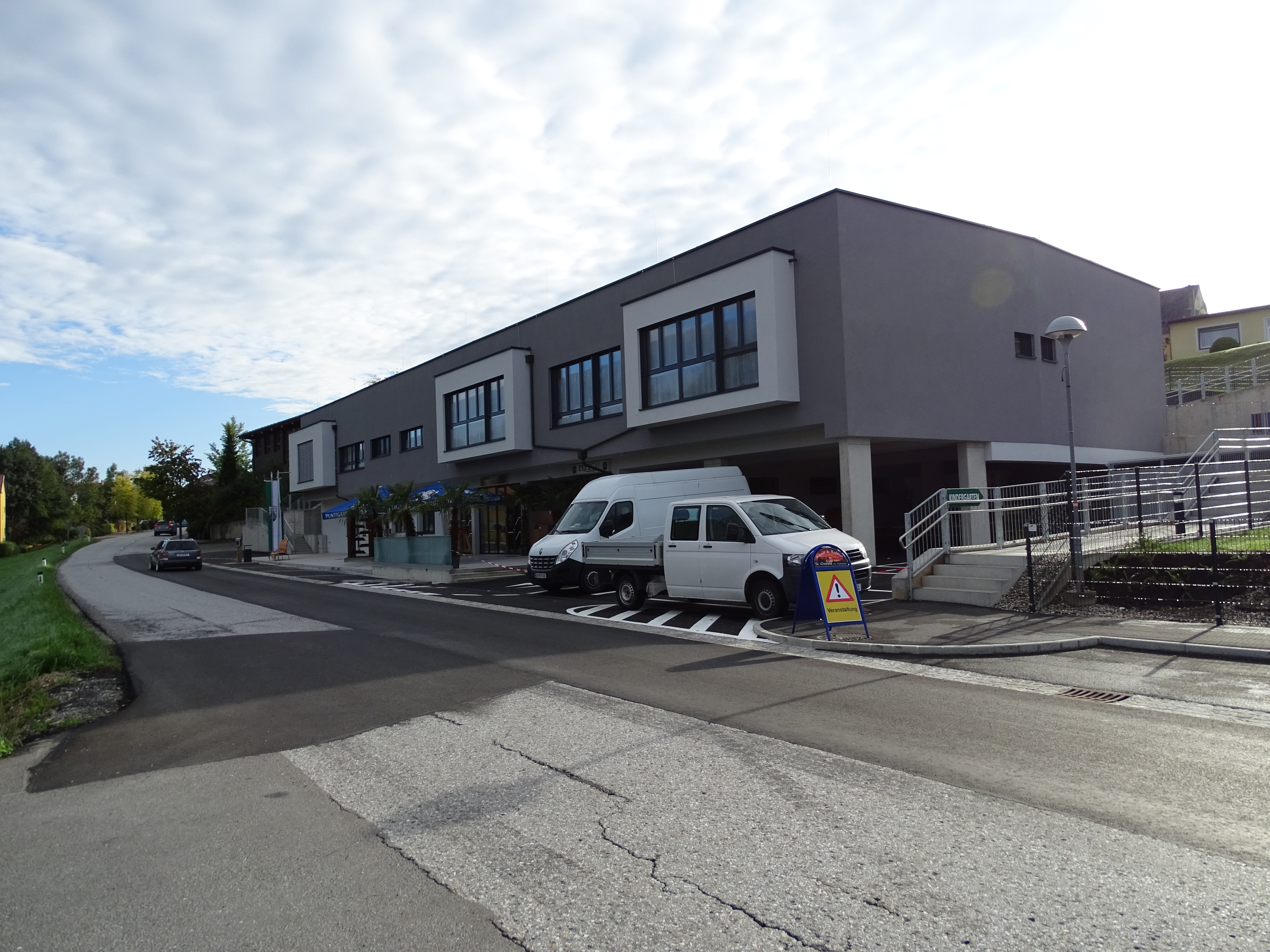
Gemeindezentrum

### Bürgermeister
Bürgermeister der Gemeinde war von 1999 bis zu seinem Tod am 7. September 2022 Andreas Staude (SPÖ).
Dem Gemeindevorstand gehören weiters Vizebürgermeister Leopold Klimacsek (SPÖ) und Gemeindekassier Martin Rinner (ÖVP) an.

### Gemeinderat
Bei der Gemeinderatswahl im März 2015 verlor die SPÖ im Gemeinderat 5,14 Prozent an die ÖVP. Damit verlor sie auch ein Mandat an die ÖVP und hielt bei acht Mandaten. 2020 gewann die SPÖ wieder zwei Mandate dazu. Die ÖVP besetzt die übrigen fünf Gemeinderatssitze. Andere Parteien sind nicht im Gemeinderat vertreten.
Die letzten Gemeinderatswahlen brachten die folgenden Ergebnisse:
| Partei          | 2020             | 2020             | 2020             | 2015             | 2015             | 2015             | 2010             | 2010             | 2010             | 2005 | 2005 | 2005 | 2000 | 2000 | 2000 |
| Partei          | Stimmen          | %                | Mandate          | Sti.             | %                | M.               | Sti.             | %                | M.               | Sti. | %    | M.   | Sti. | %    | M.   |
| --------------- | ---------------- | ---------------- | ---------------- | ---------------- | ---------------- | ---------------- | ---------------- | ---------------- | ---------------- | ---- | ---- | ---- | ---- | ---- | ---- |
| SPÖ             | 507              | 65               | 10               | 469              | 54               | 8                | 502              | 60               | 9                | 483  | 57   | 9    | 464  | 66   | 10   |
| ÖVP             | 271              | 35               | 5                | 393              | 46               | 7                | 341              | 40               | 6                | 322  | 39   | 6    | 149  | 21   | 03   |
| FPÖ             | nicht kandidiert | nicht kandidiert | nicht kandidiert | nicht kandidiert | nicht kandidiert | nicht kandidiert | nicht kandidiert | nicht kandidiert | nicht kandidiert | 018  | 02   | 0    | 089  | 13   | 02   |
| Wahlbeteiligung | 75 %             | 75 %             | 75 %             | 83 %             | 83 %             | 83 %             | 89 %             | 89 %             | 89 %             | 85 % | 85 % | 85 % | 84 % | 84 % | 84 % |

### Wappen
Die Steiermärkische Landesregierung verlieh mit Wirkung vom 1. Dezember 1963 der Gemeinde Sankt Oswald bei Plankenwarth das Recht zur Führung des nachfolgend beschriebenen Gemeindewappens.
Blasonierung
„Das Wappen zeigt in einem pelzbesetzten Schild eine silberne, bis an den oberen Rand reichende eingebogene Spitze mit einem schwarzen Raben auf einem grünen Dreiberg. In seinem Schnabel hält der Rabe einen goldenen Ring.“
Das von OSR Erich Hofer geschaffene Wappen zeigt den Raben des Heiligen Oswald auf einem Dreiberg. Der mittlere Berg weist auf die Erhebung hin, auf der die örtliche Pfarrkirche steht. Auf den anderen beiden kleineren Bergen steht das Schloss Plankenwarth und früher das Schloss Altenhofen.